# 塞纳命运鱼目
塞纳命运鱼目（学名：Tselfatiiformes）是一类已灭绝的硬骨鱼，属于真骨下纲。该目代表了白垩纪时期海洋硬骨鱼最重要的辐射演化支。塞纳命运鱼目的化石在欧洲、北美洲、南美洲中部和北部、中东和北非均有发现。
该目出现于上阿尔布期的欧洲和北非海岸，并在森诺曼期和土仑期从巨神海扩散到南美洲北部海岸、墨西哥湾和西部内陆海道。在科尼亚克期和桑托期，它们在北美沿岸海域很常见，但在欧洲和北非消失了。一些物种生活在坎帕期的墨西哥湾，它们在达宁期（古新世早期）灭绝。

## 描述
塞纳命运鱼目的物种有较高的背部。背鳍占据了背部的大部分长度，胸鳍很高。腹鳍可能存在也可能不存在；如果存在的话，它们由六到七根鳍条支撑。尾鳍分叉，有18根主鳍条。大多数的鳍条是未分段的。上颌由前上颌骨和上颌骨组成，上颚也有牙齿。

## 系统发生学
塞纳命运鱼目最初不能被分配到真骨下纲中一个更大的分类群中。最近一项基于它们的骨学特征的支序研究表明，它们是原始的鲱头鱼总群，代表了由骨鲱群（鲱形亚群和骨鳔亚群）和真骨鱼亚派组成的一个演化支的祖征姐妹群。